# Hillingdon (stanice metra v Londýně)
Hillingdon je stanice metra v Londýně, otevřená 10. prosince 1923. V letech 1923-1933 se stanice nacházela na District Line. Dnes se nachází na dvou linkách:
- Metropolitan Line a Piccadilly Line (mezi stanicemi Uxbridge a Ickenham)

| Rok  | Počet cestujících |
| ---- | ----------------- |
| 2011 | 1,40 mil          |
| 2012 | 1,48 mil          |
| 2013 | 1,63 mil          |
| 2014 | 1,80 mil          |